# Nokia N73
Nokia N73 je smartphone, podle společnosti Nokia oficiálně popisován jako multimediální počítač.
Obecně jako i ostatní telefony Nokia 'N-series' a 'E-Series' (konec roku 2006), i N73 má pro uživatele předinstalované některé užitečné aplikace například pro kontakty, zprávy, obrázkové a video galerie, hudební přehrávač, Visual FM Radio, RealPlayer, IM klient, WAP prohlížeč, plnohodnotný webový prohlížeč založený na KHTML/Webkit, prohlížeč dokumentů Microsoft Office, PDF prohlížeč a pár her. Většina těchto aplikací podporuje běh na pozadí; to znamená například, můžete zároveň poslouchat hudbu a přitom prohlížet internet a poté můžete snadno přepnout na jinou aplikaci a napsat textovou zprávu, nebo e-mail, aniž byste museli některou z nich zavřít. Telefony, které nejsou 'smartphone' obyčejně tuto vlastnost nemají, nebo jen ve velmi omezené míře; například, na pozadí můžete spustit pouze hudební přehrávač. Hlavní vlastnost, kterou N73 vyniká od ostatních Nokia 'N'- nebo 'E'-series mobilů je 3.2 megapixel autofocus fotoaparát. N73 nepodporuje bezdrátové sítě Wi-Fi.
Java i Symbianové (S60 vydání 3) aplikace mohou být uživatelem nainstalovány, nebo odebrány z telefonu, například pomocí software Nokia PC Suite ,který je obsažen s telefonem, nebo jako instalační soubor v paměti telefonu. Znatelná je také podpora Nokie v oblasti aktualizace firmware pro N73, pro kterou je modul v Nokia PC Suite. Přestože N73 podporuje připojení pomocí Bluetooth a USB Mass Storage (včetně jiných způsobů), je možné přenášet velké objemy souborů z a do telefonu pomocí kteréhokoli počítače, který podporuje Bluetooth, nebo USB mass storage (např. Microsoft Windows, Linux, Mac OS X atd.). N73 používá databázi pro podporu aplikací 'Galerie' (je stále spuštěna na pozadí v operační paměti, aby snižovala čas potřebný k vyhledávání a operacím se soubory) a také databáze je aktualizovaná automaticky přímo v přístroji. To znamená, že podporované obrázek, video a audio soubory mohou být uloženy kdekoli v systému souborů a jednoduše prohlíženy a v případě MP3 audio souborů také pomocí ID3 tagu (např. 'album'; 'interpret' atd.).

## Music Edition
Pro doplnění standardní N73, Nokia následně vydala N73 'Music Edition'. Po technické stránce má stejný hardware jako N73, ale 'multimediální' tlačítko na klávesnici bylo nahrazeno tlačítkem, které spustí hudební přehrávač. Music Edition také obsahuje 2GB paměťovou kartu a telefon je celý černý. Hudební přehrávač na Music Edition podporuje Album art(přiřazení určitého obrázku k albu) a vizualizaci, která na standardní N73 chyběla. Také bylo vylepšeno ovládací prostředí kde 'play', 'pauza', 'stop', 'další' a 'předchozí' mohou být ovládány přímo pomocí joysticku telefonu pohybem joysticku v příslušném směru. Je to lepší způsob, než se přesunovat po obrazovce na ikony a poté je vybírat jak to bylo u klasické N73. Music Edition hudební přehrávač je obsažen v nejnovějším verzi firmware klasické N73.
Nicméně, obě verze N73 jsou nyní měněny na stejný firmware, což je činí stejnými telefony - update firmware V4.0726.2.0.1 (58.01) standardní N73 , z data 26. června 2007, aktualizuje standardní Hudební Přehrávač N73 na stejný jaký má N73ME rozšířený Hudební Přehrávač je popsán níže.

## Hlavní vlastnosti
| Vlastnosti              | Specifikace |
| ----------------------- | --- |
| Tvar                    | Candybar |
| Platforma               | Series 60(S60) 3rd Edition                                                                                                   |
| Operační Systém         | Symbian OS 9.1 |
| GSM frekvence           | 850/900/1800/1900 MHz |
| GPRS                    | Ano |
| EDGE (EGPRS)            | Ano |
| WCDMA                   | Ano (2100 MHz) (pouze model N73-1 )                                                                                          |
| Hlavní displej          | 2.4 palcový QVGA, TFT, 262,144 barev, 240x320 pixelů                                                                         |
| Fotoaparát              | 3.2 Megapixelů (Carl Zeiss Tessar optika, přisvětlovací dioda, korekce červených očí, autofocus, 20x digitální zoom)         |
| Nahrávání videa         | Ano (Formát: MPEG4, 3GP. Maximální rozlišení: 352x288 pixelů 15fps.)                                                         |
| Webový prohlížeč        | Ano. Plná verze prohlížeče Web browser                                                                                       |
| Multimediální zprávy    | Ano |
| Video hovory            | Ano |
| Push to talk            | Ano |
| Podpora Javy            | Ano |
| Dostupná vnitřní paměť  | 42 MB |
| Externí Paměť           | Paměťové karty miniSD až do velikosti 2GB                                                                                    |
| Slot na paměťové karty  | Ano, miniSD (vyjímatelné za běhu)                                                                                            |
| Hudební přehrávač       | MP3/AAC/eAAC/eAAC+/WMA |
| Bluetooth               | 2.0 + EDR (A2DP -i.e. Podpora pro stereo Bluetooth headset je pouze s nejnovější verzí Firmware)                             |
| Infračervený port       | Ano |
| Podpora datového kabelu | Ano |
| E-mail klient           | Ano |
| Baterie                 | BP-6M (3.7V, 1100 mAh) |
| Váha                    | 116 gramů |
| Rozměry                 | 110 × 49 × 19 milimetrů |
| Další                   | FM Visual Radio |
|                         | Stereo reproduktory |
|                         | Stereo sluchátka |
|                         | Procesor: Dual CPU ARM9 220MHz                                                                                               |
|                         | RAM: 64MB |
| Barevná provedení       | - Silver and Plum - White and Pink - White and Red - White and Brown - Silver, Blue - White and Sand - Black (Music Edition) |

### Recenze
- Nokia N73 - Recenze od Mobile-review.com
- Nokia N73 - Review by All About Symbian
- Nokia N73 - Recenze od MobileTechReview